# Gare de Haugastøl
La gare de Haugastøl est une gare ferroviaire de la ligne de Bergen. Elle est située dans la commune de Hol du district Hallingdal dans le comté de Buskerud en Norvège. 

## Situation ferroviaire
Elle est entourée par les gares d'Ustaoset à l'est et de Finse à l'ouest. La gare se trouve à 275,5 km d'Oslo S par 988 mètres d'altitude. C'est à Haugastøl que la ligne ferroviaire et la route nationale 7 se séparent. La ligne de Bergen suit Hallingskarvet tandis que la route nationale 7 descend au sud jusqu'à Måbødalen.

## Histoire
La station est mise en service en 1908. Le bâtiment voyageurs est conçu par l'architecte des chemins de fer Paul Armin Due, et mêle nationalisme romantique et art nouveau.
Le bâtiment a été rénové en 1963, avec notamment la construction de toilettes. 

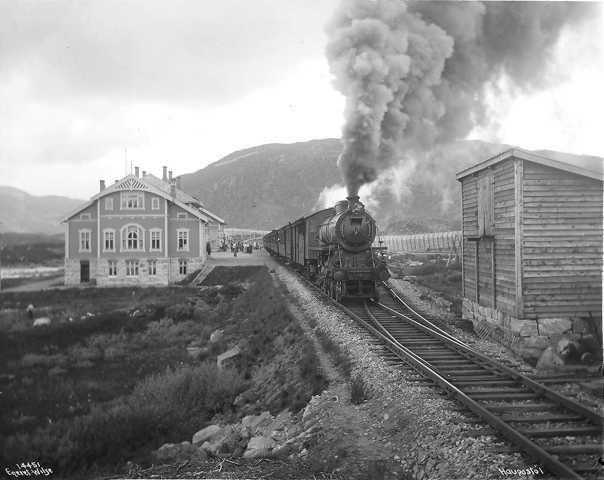
La gare en !1912 par de photographe Anders Beer Wilse.

## Service des voyageurs

### Desserte
La gare de Haugastøl ne fait pas partie des principales gares du Hardanger et les services express ne s'y arrêtent pas.
| Gare précédente |                        |                        |                        | Gare suivante |
| --------------- | ---------------------- | ---------------------- | ---------------------- | ------------- |
| Finse           | Ligne de Bergen        | Ligne de Bergen        | Ligne de Bergen        | Ustaoset      |
| Gare précédente | Trains longue distance | Trains longue distance | Trains longue distance | Gare suivante |
| Finse           | 41                     | Bergen–Oslo S          |                        | Ustaoset      |

## Patrimoine ferroviaire
Le bâtiment voyageurs et la maison du gardien Sløtfjord sont protégés par arrêté depuis 2002.

## À proximité
L'itinéraire cycliste et pédestre Rallarvegen (en) débute à Haugastøl. Il s'agissait à l'origine d'une route de chantier construite par les ouvriers du chemin de fer (rallarene) entre Haugastøl et la gare de Myrdal.
Elle sert désormais de chemin de randonnée et est très populaire pendant les mois d'été, ce qui garantit une certaine fréquentation à la gare.